# Correa lawrenceana
Correa lawrenceana , también conocida como Mountain Correa, es un arbusto o un pequeño árbol que es endémico de Australia. Alcanza entre 0.6 y 9 metros de altura, y tiene hojas con una superficie superior brillante, verde oscuro que son de 2.5 a 10.5 cm de longitud y de 1 a 7 cm de anchura. Las flores se producen durante la primavera y también esporádicamente a través del año y son típicamente de color amarillo verdoso aunque también se les conocen otros colores.

## Taxonomía
Esta especie fue descrita por vez primera en 1834 por William Jackson Hooker quién le dio el nombre de Correa lawrenciana. El nombre fue correjido a Correa lawreneana según los estándares del Código Internacional de Nomenclatura Botánica en 1998.
Hay varias diferentes variedades que son reconocidas actualmente: 
- Correa lawrenceana var. cordifolia Paul G.Wilson
- Correa lawrenceana var. genoensis Paul G.Wilson (Genoa River Correa) EWsta variedad está clasificada como "amenazada" en Victoria y sujeta a la Flora and Fauna Guarantee Act 1988.[1]
- Correa lawrenceana var. glandulifera Paul G.Wilson
- Correa lawrenceana var. grampiana Paul G.Wilson
- Correa lawrenceana var. latrobeana (F.Muell. ex Hannaford) Paul G.Wilson
- Correa lawrenceana Hook. var. lawrenceana
- Correa lawrenceana var. macrocalyx (Blakely) Paul G.Wilson
- Correa lawrenceana var. rosea Paul G.Wilson, una variedad subalpina con flores de color rojo pálido.

## Distribución
Esta especie se encuentra en selva y  bosque esclerófilo en Victoria, New South Wales y Queensland.

## Cultivo
Correa lawrenciana se adapta a una zona fresca, húmeda, en parte sombreada del jardín y se sabe que puede tolerar heladas y nieve. Puede ser utilizada como planta de apantallamiento y atraerá insectos libadores al jardín.